# Pedro de Gante

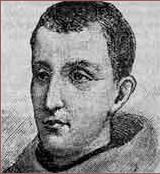
Hl. Bruder Pedro de Gante

Pedro de Gante (* 1486 in Geraardsbergen; † 19. April 1572 in Mexiko-Stadt) war ein Missionar der Franziskaner in Mexiko. Er ist auch bekannt unter den Namen Pedro de Mura oder seinem Geburtsnamen Pieter van der Moere. In der römisch-katholischen Kirche wird er als Heiliger verehrt.

## Leben

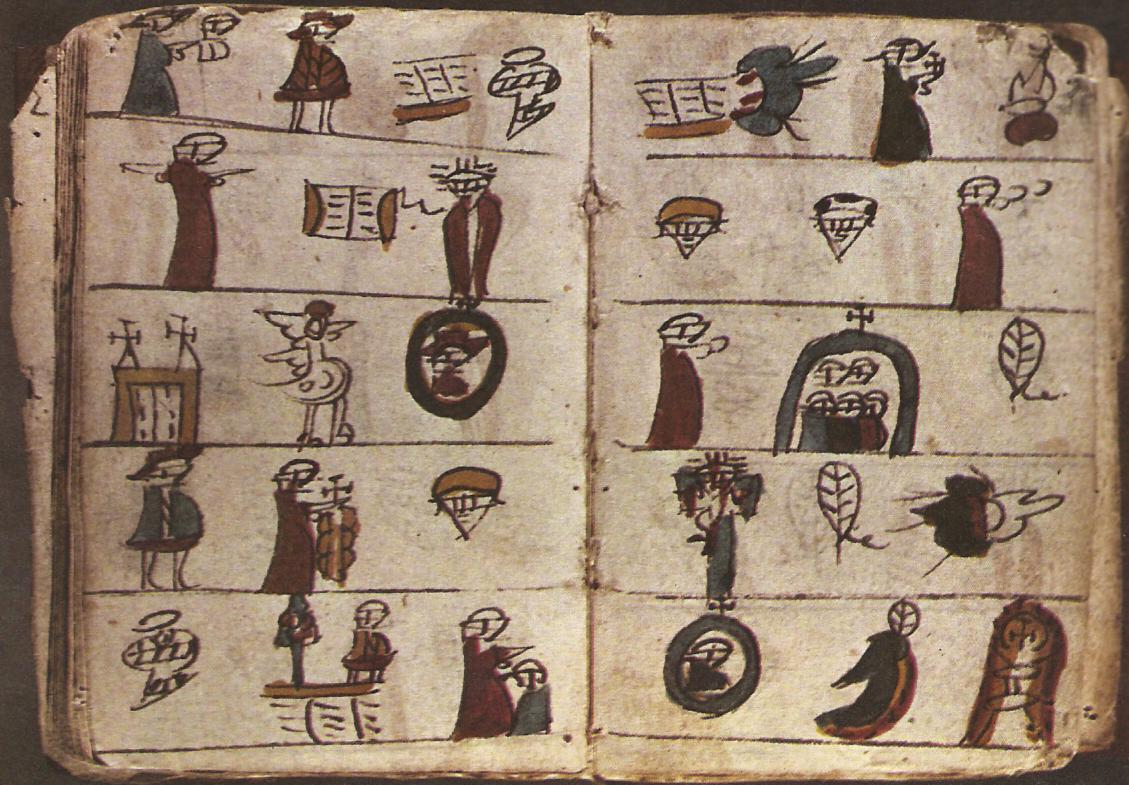
Bildhafter Katechismus für Indianer

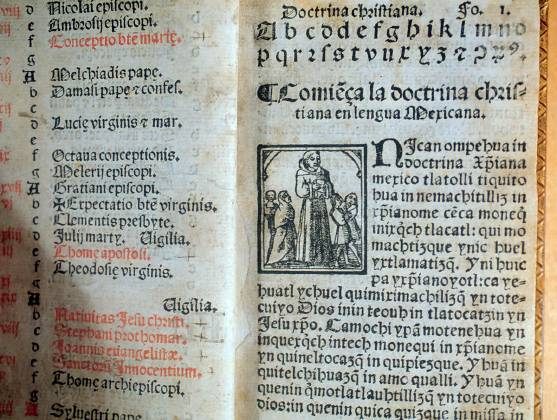
Manuskript der Doctrina Christiana von 1553 aus der Benson Latin American Collection der University of Texas, Austin

Geboren wurde Pedro de Gante in Flandern, das wie Spanien zum Habsburger Reich gehörte. Er war ein Verwandter Karls V., der ihm 1523 erlaubte, mit einer Gruppe von Franziskanern, den ersten Missionaren in der Neuen Welt, in die Kolonien von Neu-Spanien zu reisen. In Mexiko lehrte Bruder Pedro die Indianer den Katechismus mit einer von ihm entwickelten Zeichensprache („bildhafter Katechismus“). Später begann er mit seinen indianischen Schülern einen großen Feldzug zur Bekehrung der einheimischen Bevölkerung. Er lernte Nahuatl, die Sprache der Azteken und verfasste die Doctrina Christiana. Bruder Pedro begründete viele Kirchen, Schulen und Spitäler bei Mexiko-Stadt, wobei eine seiner größten Leistungen die Gründung der Schule von San Jose de los Naturales war. Die Schule war die erste von Europäern gegründete Bildungseinrichtung in Amerika.
1988 wurde Pedro de Gante vom Papst Johannes Paul II. heiliggesprochen. De Gante steht in der Liste der bedeutendsten Belgier (De Grootste Belg) auf Platz 99.

## Werke
- Catecismo de la doctrina cristiana con jeroglíficos, para la enseñanza de los indios de México: Madrid, Archivo Histórico Nacional, Códice 1257B.
- Doctrina Christiana en Lengua Mexicana. Per signum crucis. Icamachiotl cruz yhuicpain toya chua Xitech momaquixtili Totecuiyoc diose. Ica inmotocatzin. Tetatzin yhuan Tepilizin yhuan Spiritus Sancti. Amen Jesús (Erstveröffentlichung etwa 1547, Mexico: Juan Pablos; 1553, Amberes; 1553, Mexico: Juan Pablos, 1555). Nachdruck mit Kommentaren von Ernesto de la Torre Villar (Mexiko, 1981).
- Catecismo de la doctrina cristiana con jeroglíficos, para la enseñanza de los indios de México, Nachdruck mit Kommentaren von Federico Navarro (Madrid, 1970) / Justino Cortés Castellanos, El catecismo en pictogramas de Fr. Pedro de Gante (Madrid, 1987).
- Cartas, versos religiosos en mejicano, ed. en. Joaquín García Icazbalceta, Códice franciscano (Mexico, 1941), 212 f.